# Gare de Madrid-Atocha
Pour les articles homonymes, voir Atocha.
La gare d'Atocha est l'une des deux gares terminus du réseau de la Renfe à Madrid et la plus grande gare d'Espagne. Elle est située dans le quartier d'Atocha-Mediodía, dans le district d'Arganzuela.
C'est à la fois une gare de grandes lignes assurant la desserte d'un grand sud (Andalousie et Estrémadure), de l'est (Levant) et du nord-est (Aragon et Catalogne), en particulier des villes d'Algésiras, Séville, Cordoue, Malaga, Saragosse, Lérida, Barcelone et Valence. Elle sert également de gare internationale (vers la France), et de gare de lignes de banlieue (Cercanías Madrid) réalisant la desserte du sud-est de l'agglomération madrilène.
Elle est en correspondance avec la station Atocha de la ligne 1 du métro de Madrid.

## Histoire

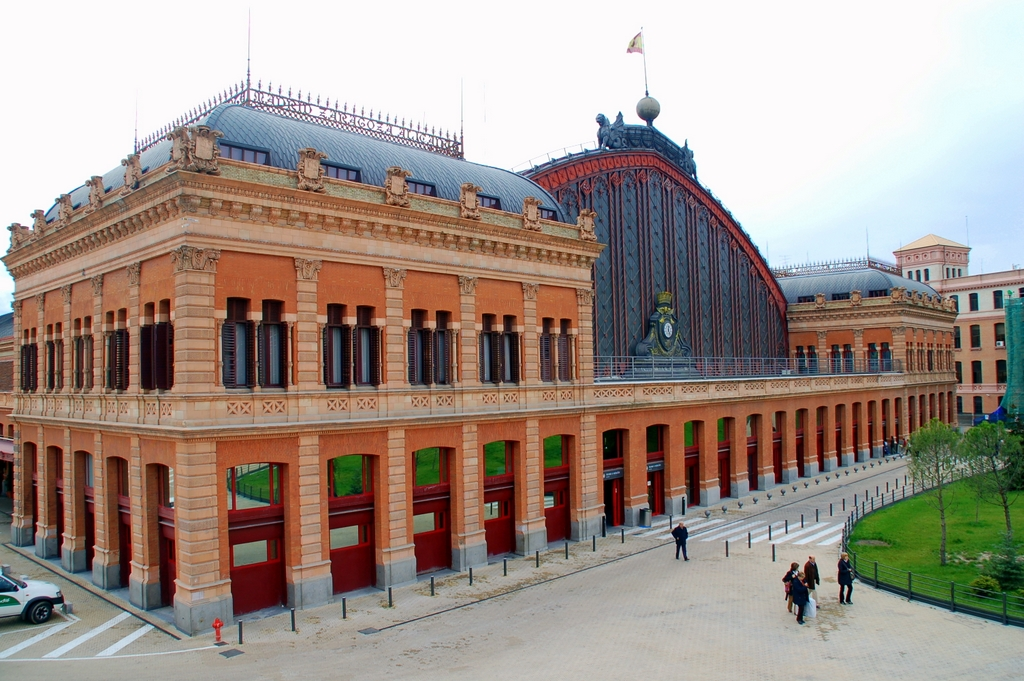
L'ancienne gare, utilisée comme terminal jusqu'en 1992.

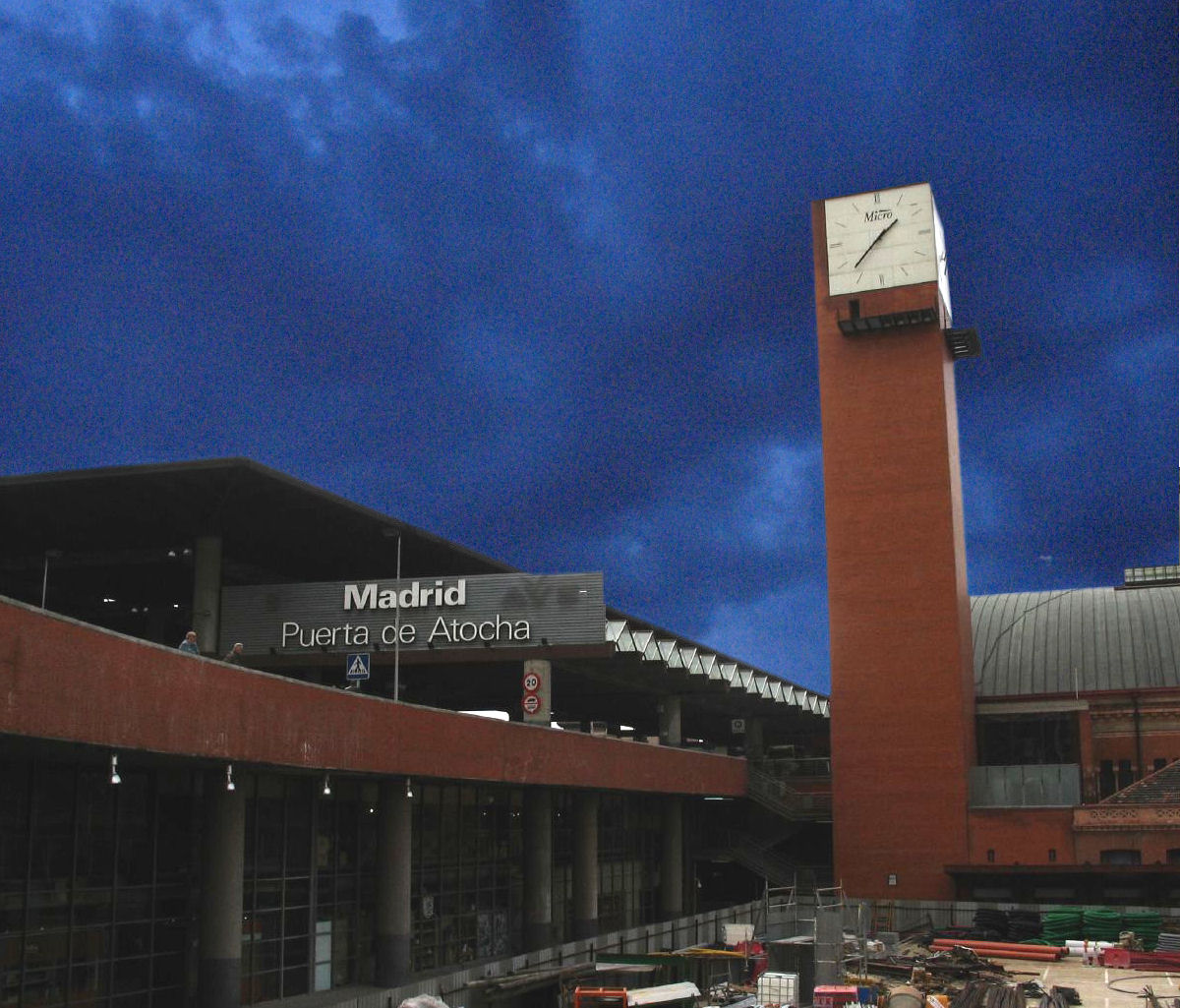
La nouvelle gare, en 2006.

Le bâtiment de la gare d'Atocha, construit pour la compagnie de chemin de fer MZA (Madrid à Saragosse et Alicante), fut inauguré le 9 février 1851 sous le nom de gare du Midi (Estación de Mediodía). C'était la première gare de Madrid.
Un incendie en détruisit en grande partie la structure, qui fut rebâtie en fer selon les plans d'Alberto de Palacio de 1888 à 1892. Elle est considérée comme un chef-d'œuvre de l'architecture ferroviaire du XIXe siècle.
La gare fut le théâtre sanglant des attentats terroristes de 2004.
En 1992, l'architecte Rafael Moneo y a inséré un jardin de 4 000 m² avec 7 000 arbres et plantes, dont de grands palmiers, des ficus d'Afrique, d'Asie et d'Australie, des caféiers, des bananiers ainsi que des plantes carnivores chinoises, dans l'ancienne halle des trains. Le jardin nécessite 1 500 litres d'eau par heure, et comprend 247 projecteurs.

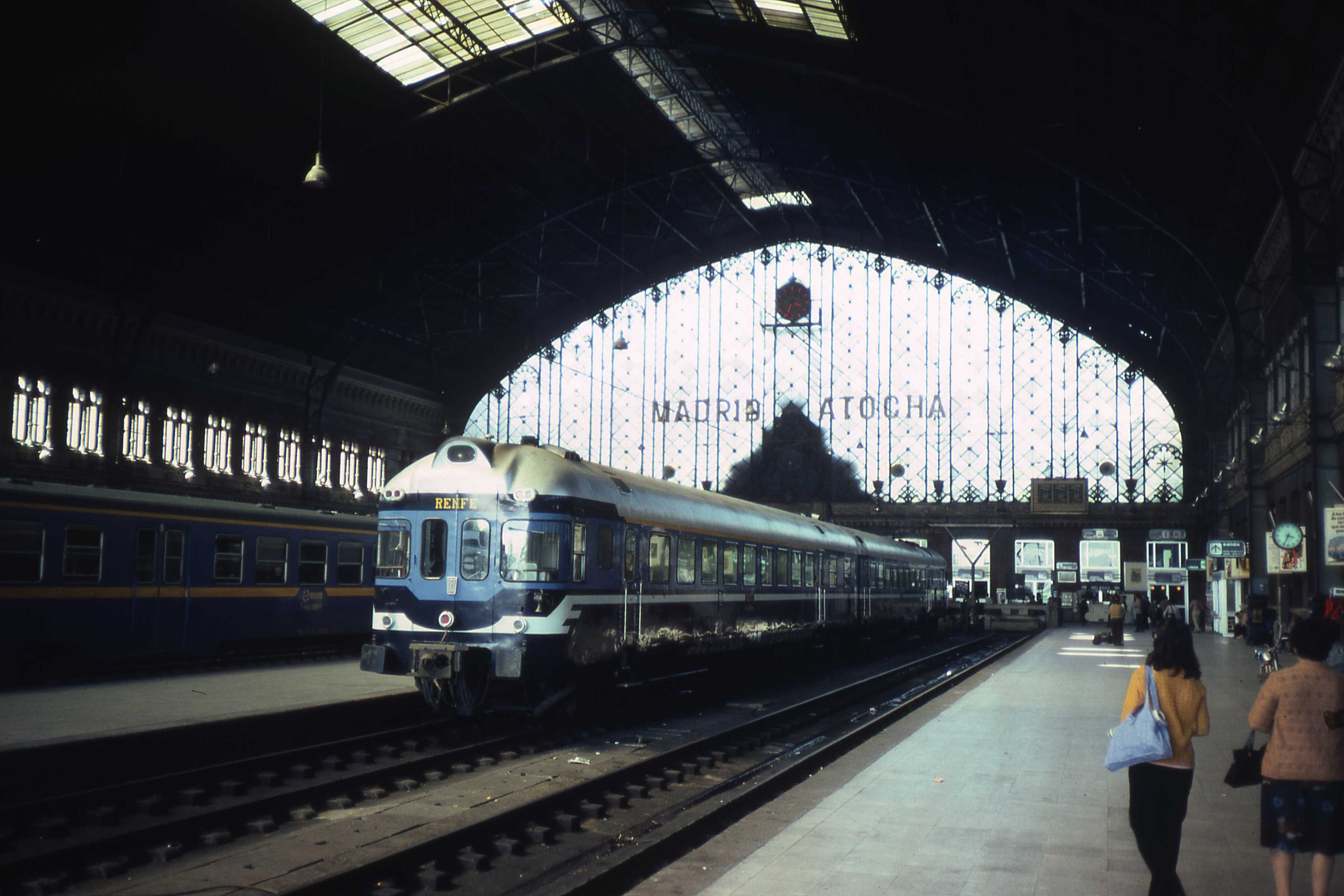
Avant la transformation en 1981.
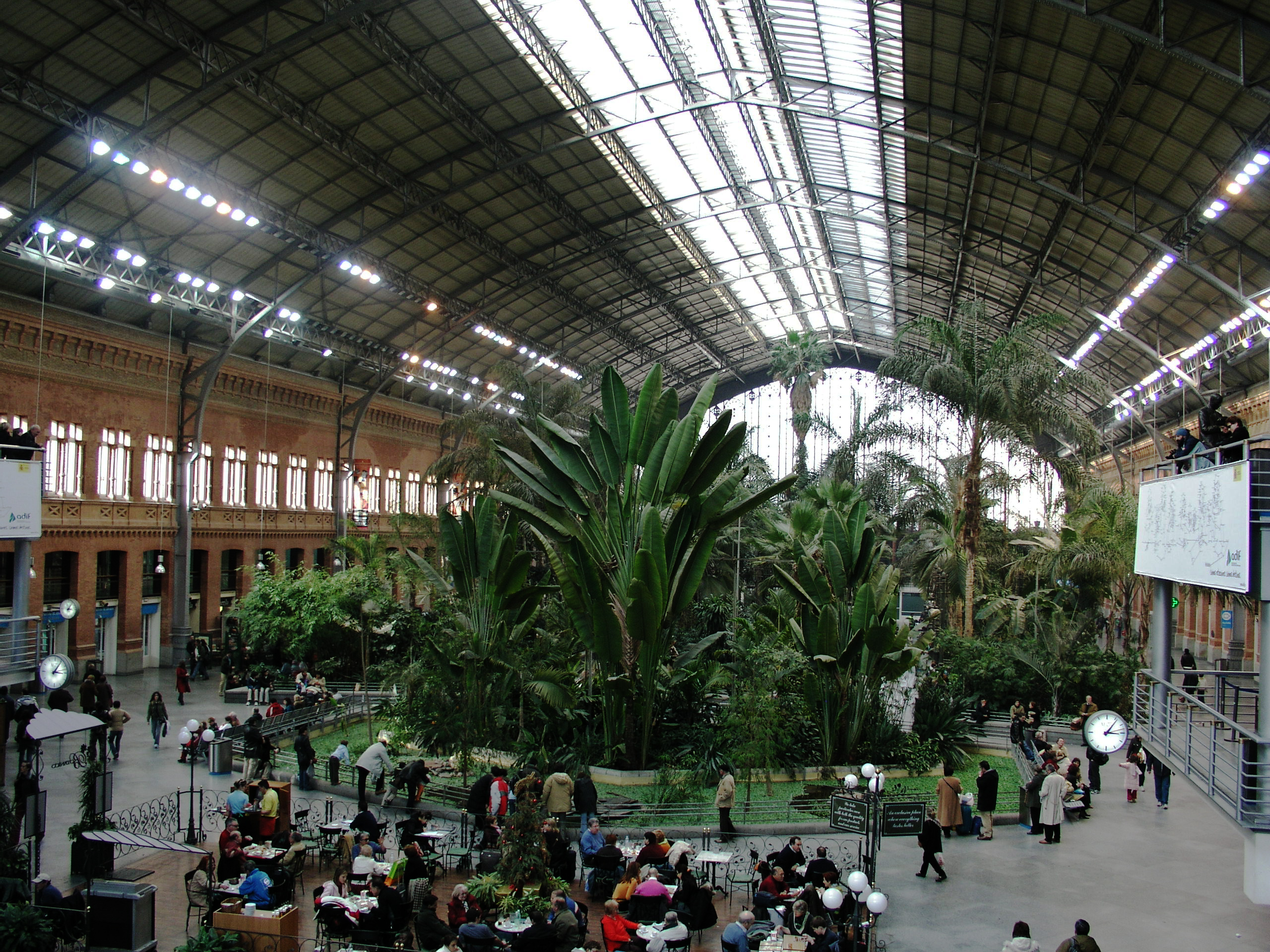
Après la transformation.

## La gareAtocha-Cercanías

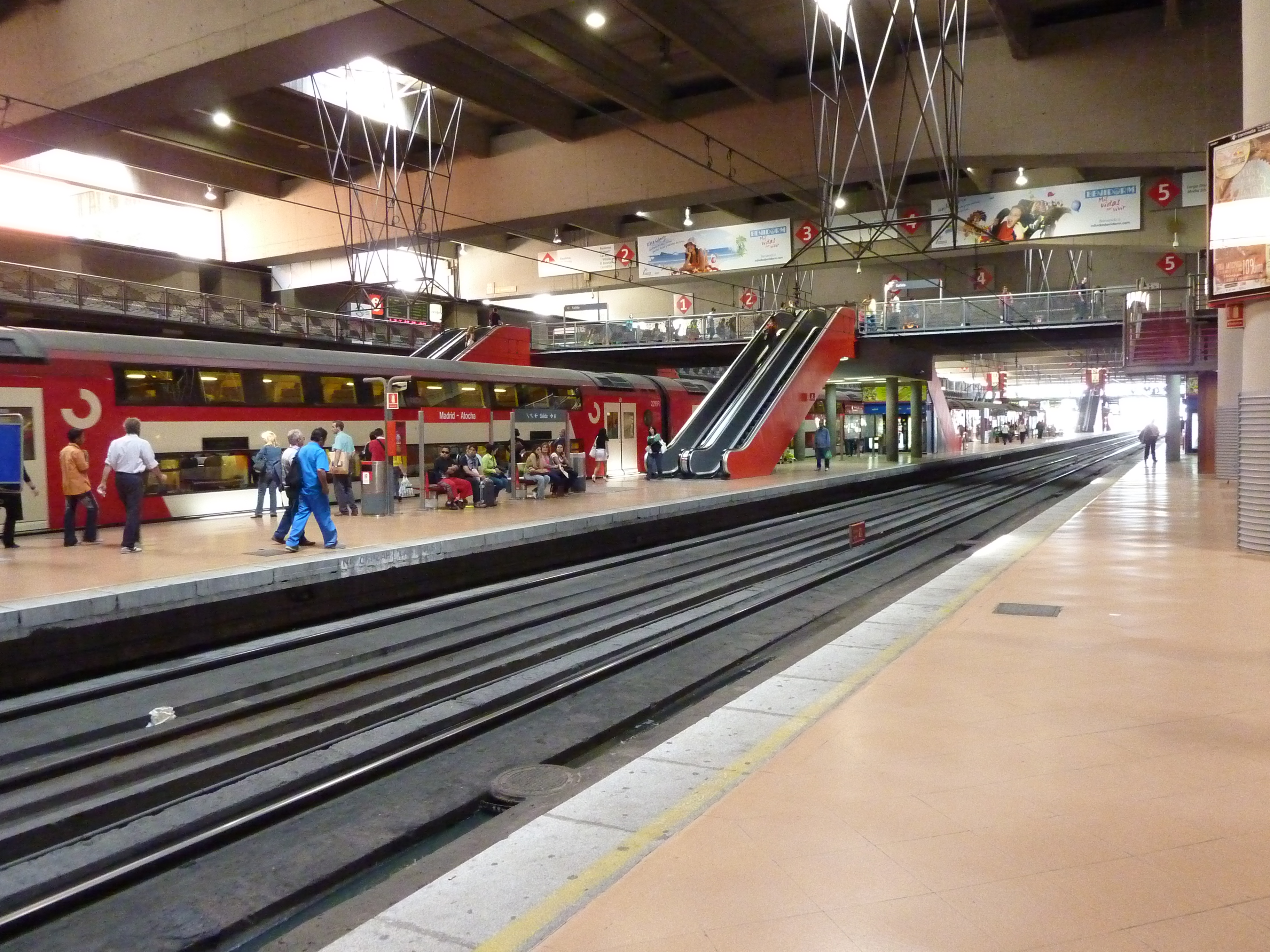
La partie banlieue de la gare.

La gare est le point d'arrivée et de transit des lignes de banlieue et des lignes régionales du sud de Madrid. Elle abrite les services des trains Regional et Moyenne distance traversant la péninsule.

Elle est desservie par 6 lignes de banlieues Cercanias.
La dernière opération d'agrandissement et de modernisation est l'œuvre de l'architecte Rafael Moneo. En pratique, il y a deux gares, l'une, souterraine, pour les services de banlieue (Cercanías) et l'autre, en surface, pour les grandes lignes (Largo Recorrido) et notamment les services à grande vitesse (AVE).
Elle est reliée à la gare de Madrid-Chamartín-Clara Campoamor par le tunnel de la Risa qui a été récemment doublé par un nouveau tunnel de la Risa II pour désengorger le premier qui arrivait à saturation. Il traverse le centre de Madrid et il est à écartement ibérique pour la circulation des trains de banlieue de la capitale.

## La gare modernePuerta de Atocha-Almudena Grandes

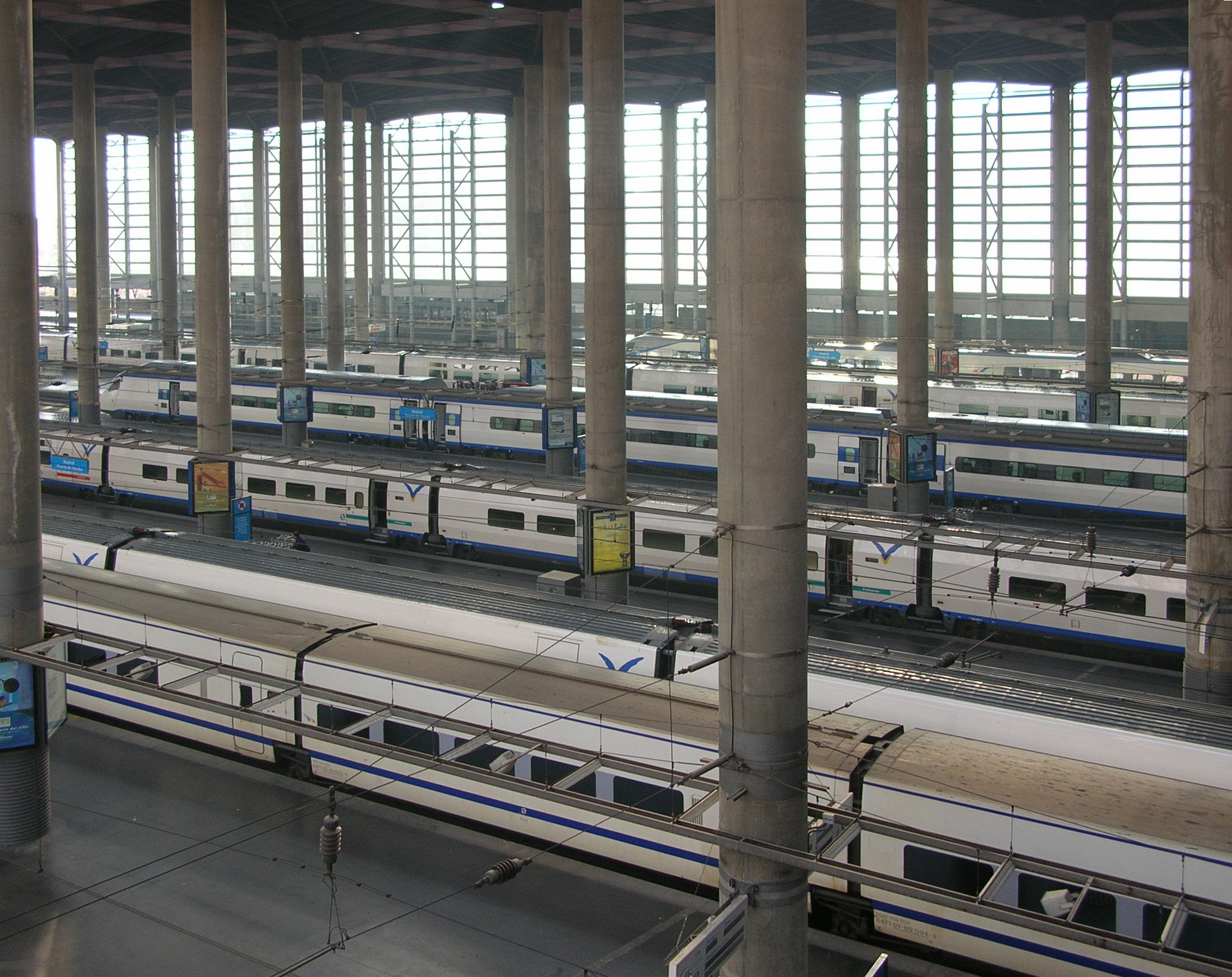
La partie « grandes lignes » de la gare.

La gare d'Atocha est le point d'arrivée des trains à grande vitesse (AVE) venant de Séville-Santa Justa, de Malaga, de Lérida, de Barcelone de Valence et d'Alicante ainsi que depuis Tolède. Les services ferroviaires sont exploités par la compagnie nationale, Renfe mais la gestion de la gare comme la vente des billets est assurée par l'ADIF.
Elle va bientôt être reliée à la gare de Madrid-Chamartín-Clara Campoamor par un tunnel à écartement UIC pour les liaisons long courrier (Andalousie/Galice ou Levante/Pays basque sans arrêt intermédiaires.

## Desserte

### Grandes lignes au départ dePuerta de Atocha-Almudena Grandes
| Origine                                        | Arrêt précédent  | Train | Train     | Train | Arrêt suivant                                                | Destination                                      |
| ---------------------------------------------- | ---------------- | ----- | --------- | ----- | ------------------------------------------------------------ | ------------------------------------------------ |
| Terminus                                       | Terminus         |       | AVE       |       | Guadalajara - Yebes ou Saragosse-Delicias                    | Figueras - Vilafant ou Marseille-Saint-Charles   |
| Terminus                                       | Terminus         |       | AVE       |       | Séville-Santa Justa                                          | Séville-Santa Justa                              |
| Terminus                                       | Terminus         |       | AVE       |       | Ciudad Real                                                  | Malaga-María Zambrano                            |
| Terminus                                       | Terminus         |       | AVE       |       | Cuenca-Fernando Zóbel                                        | Valence-Joaquín Sorolla                          |
| Terminus                                       | Terminus         |       | AVE       |       | Guadalajara - Yebes                                          | Barcelone-Sants ou Huesca ou Figueras - Vilafant |
| Terminus                                       | Terminus         |       | Avlo      |       | Guadalajara - Yebes ou Saragosse-Delicias                    | Figueras - Vilafant                              |
| Terminus                                       | Terminus         |       | Avlo      |       | Guadalajara - Yebes ou Saragosse-Delicias ou Barcelone-Sants | Barcelone-Sants                                  |
| Terminus                                       | Terminus         |       | Avlo      |       | Cuenca-Fernando Zóbel ou Valence-Joaquín Sorolla             | Valence-Joaquín Sorolla                          |
| Terminus                                       | Terminus         |       | Ouigo     |       | Saragosse-Delicias ou Barcelone-Sants                        | Barcelone-Sants                                  |
| Terminus                                       | Terminus         |       | Ouigo     |       | Cordoue ou Malaga-María Zambrano                             | Malaga-María Zambrano                            |
| Terminus                                       | Terminus         |       | Ouigo     |       | Cordoue ou Séville-Santa Justa                               | Séville-Santa Justa                              |
| Terminus                                       | Terminus         |       | Iryo (es) |       | Saragosse-Delicias ou Barcelone-Sants                        | Barcelone-Sants                                  |
| Terminus                                       | Terminus         |       | Alvia     |       | Ciudad Real                                                  | Cadix                                            |
| Terminus                                       | Terminus         |       | Alvia     |       | Cordoue                                                      | Huelva-Término                                   |
| Terminus                                       | Terminus         |       | Alvia     |       | Albacete                                                     | Valence-Joaquín Sorolla                          |
| Terminus                                       | Terminus         |       | Alvia     |       | Cuenca-Fernando Zóbel                                        | Alicante                                         |
| Terminus                                       | Terminus         |       | Alvia     |       | Cuenca-Fernando Zóbel                                        | Vinaroz                                          |
| Terminus                                       | Terminus         |       | Alvia     |       | Guadalajara - Yebes                                          | Logroño                                          |
| Gijón ou Santander ou La Corogne ou Pontevedra | Madrid-Chamartín |       | Alvia     |       | Cuenca-Fernando Zóbel                                        | Alicante                                         |
| Gijón ou Santander                             | Madrid-Chamartín |       | Alvia     |       | Ciudad Real                                                  | Cadix                                            |
| Terminus                                       | Terminus         |       | Altaria   |       | Ciudad Real                                                  | Grenade ou Algésiras                             |

### Lignes moyenne distance au départ dePuerta de Atocha-Almudena Grandes
| Direction précédente | Gare précédente | Trains | Trains | Trains | Gare suivante       | Destination suivante |
| -------------------- | --------------- | ------ | ------ | ------ | ------------------- | -------------------- |
| Terminus             | Terminus        |        | Avant  |        | Tolède              | Tolède               |
| Terminus             | Terminus        |        | Avant  |        | Ciudad Real-Central | Puertollano          |

### Grandes lignes au départ deAtocha-Cercanías
| Direction précédente | Gare précédente  | Trains | Trains  | Trains | Gare suivante       | Destination suivante            |
| -------------------- | ---------------- | ------ | ------- | ------ | ------------------- | ------------------------------- |
| Madrid-Chamartín     | Madrid-Chamartín |        | Altaria |        | Alcázar de San Juan | Murcia del Carmen ou Carthagène |
| Madrid-Chamartín     | Madrid-Chamartín |        | Talgo   |        | Alcázar de San Juan | Almería                         |

### Lignesmoyenne distanceau départ deAtocha-Cercanías
| Direction précédente | Gare précédente | Trains | Trains | Trains | Gare suivante    | Destination suivante                         |
| -------------------- | --------------- | ------ | ------ | ------ | ---------------- | -------------------------------------------- |
| Terminus             | Terminus        |        | R1     |        | Madrid-Chamartín | Ávila                                        |
| Terminus             | Terminus        |        | R2     |        | Madrid-Chamartín | Ségovie-Guiomar                              |
| Terminus             | Terminus        |        | R6     |        | Aranjuez         | Cuenca-Fernando Zóbel ou Valence-Sant Isidre |
| Terminus             | Terminus        |        | R7     |        | Aranjuez         | Alcázar de San Juan ou Albacete              |
| Terminus             | Terminus        |        | R8     |        | Aranjuez         | Ciudad Real-Central ou Jaén                  |
| Terminus             | Terminus        |        | R10    |        | Leganés          | Cáceres ou Badajoz                           |

### LignesCercaníasau départ deAtocha-Cercanías
| Direction précédente                    | Gare précédente | Trains | Trains | Trains | Gare suivante                | Destination suivante             |
| --------------------------------------- | --------------- | ------ | ------ | ------ | ---------------------------- | -------------------------------- |
| Aeropuerto T4                           | Recoletos       |        |        |        | Méndez Álvaro                | Príncipe Pío                     |
| Chamartín                               | Recoletos       |        |        |        | Asamblea de Madrid-Entrevías | Alcalá de Henares ou Guadalajara |
| El Escorial                             | Sol             |        |        |        | Villaverde Bajo              | Aranjuez                         |
| Alcobendas-S.S. Reyes ou Colmenar Viejo | Sol             |        |        |        | Villaverde Bajo              | Parla                            |
| Móstoles-El Soto                        | Embajadores     |        |        |        | Méndez Álvaro                | Humanes ou Fuenlabrada           |
| Chamartín                               | Recoletos       |        |        |        | Asamblea de Madrid-Entrevías | Alcalá de Henares                |
| Fuente de la Mora                       | Recoletos       |        |        |        | Méndez Álvaro                | Alcalá de Henares                |
| El Escorial ou Cercedilla               | Recoletos       |        |        |        | Terminus                     | Terminus                         |
| Fuente de la Mora                       | Recoletos       |        |        |        | Méndez Álvaro                | Villalba                         |

## Transports en commun
La gare est desservie par la ligne 1 du métro de Madrid à la station Atocha , qui s'étend sous la gare.
Elle est également en correspondance avec les lignes d'autobus n°10, 14, 19, 24, 26, 32, 37, 47, 54, 55, 57, 59, 85, 86, 102, 141, Express Aéroport, 247, C1 et C2 du réseau EMT et les lignes d'autobus interurbains n°351, 352 et 353.

## Mémorial aux victimes des attentats du 11 mars 2004

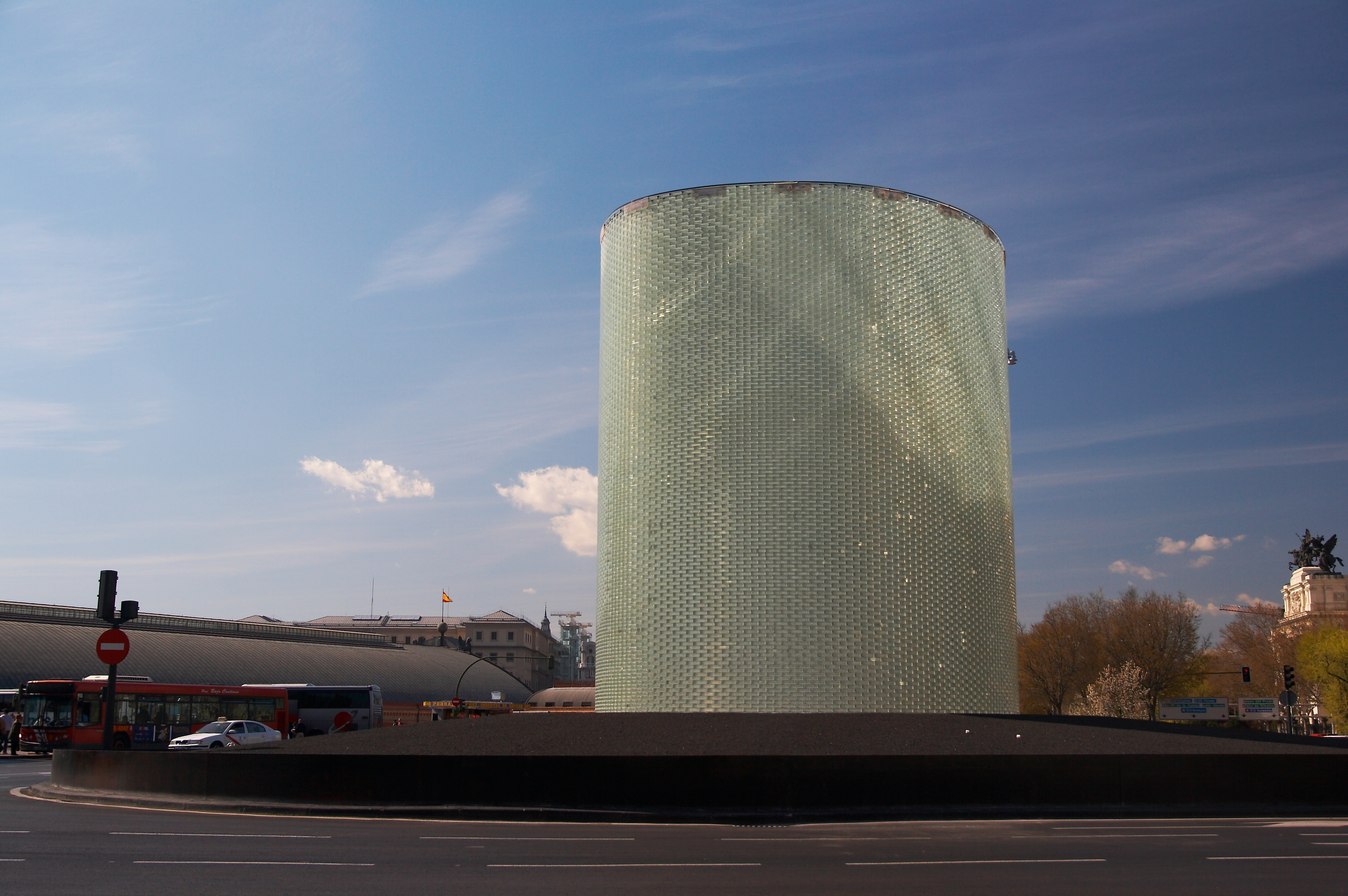
Vue extérieure du mémorial aux victimes de l'attentat du 11 mars 2004.

Face à l'entrée principale de la gare, un mémorial commémore les attentats du 11 mars 2004. De forme cylindrique et translucide, il comprend les noms des victimes et des reproductions de textes déposés sur place par des passants.

## Autres gares madrilènes
Les autres gares ferroviaires de la capitale espagnole sont :
- gare de Madrid-Chamartín-Clara Campoamor ;
- gare de Príncipe Pío ;
- la gare de Nuevos Ministerios.